# Sauvage-Magny
Pour les articles homonymes, voir Sauvage (homonymie) et Magny.
Sauvage-Magny est une ancienne commune française du département de la Haute-Marne en région Grand Est. Elle est associée à la commune de Ceffonds depuis 1972.

## Histoire
En 1789, ce village dépend de la province de Champagne dans le bailliage et la prévôté de Chaumont.
Le 1er septembre 1972, la commune de Sauvage-Magny est rattachée à celle de Ceffonds sous le régime de la fusion-association.

## Politique et administration
| Période                                  | Période | Identité   | Étiquette | Qualité     |
| ---------------------------------------- | ------- | ---------- | --------- | ----------- |
| avant 2002                               |         | Hervé Dheu | DVD       | agriculteur |
| Les données manquantes sont à compléter. |         |            |           |             |

## Démographie
| 1866 | 1872 | 1876 | 1881 | 1886 | 1891 | 1896 | 1901 | 1906 |
| ---- | ---- | ---- | ---- | ---- | ---- | ---- | ---- | ---- |
| 136  | 135  | 133  | 130  | 122  | 111  | 115  | 114  | 96   |

| 1911 | 1921 | 1926 | 1931 | 1936 | 1946 | 1954 | 1962 | 1968 |
| ---- | ---- | ---- | ---- | ---- | ---- | ---- | ---- | ---- |
| 85   | 78   | 68   | 59   | 71   | 63   | 47   | 52   | 48   |

## Lieux et monuments
- Église Saint-Matthieu